# Urétrite
 Mise en garde médicale
L'urétrite est une inflammation de l'urètre touchant plus les hommes que les femmes, habituellement d'origine bactérienne.
Elle peut se manifester par :
- des signes fonctionnels urinaires : mictions plus fréquentes (pollakiurie) et/ou qui peuvent être difficiles et douloureuses (dysurie) ;
- un écoulement urétral clair ou purulent.

Les bactéries les plus fréquemment retrouvées à l'origine des urétrites sont chlamydia trachomatis et gonocoque.
La surveillance de l'évolution de l'incidence en France a été effectuée par le réseau Sentinelles de l'Inserm entre 1984 et 2019.
Le traitement se fait par antibiotiques.
En Géorgie, en Russie et dans certains pays de l'Est, la phagothérapie est utilisée. Les médicaments bactériophagiques ne peuvent être utilisés en France que dans le cadre d'une ATUn délivrée par l'ANSM au cas par cas, notamment dans les infections urologiques sévères.